# مار اسکس (مجموعه تلویزیونی)
مار اسکس (انگلیسی: The Essex Serpent) یک مجموعهٔ تلویزیونی بریتانیایی در ژانر درام است که بر اساس رمان به همین نام از سارا پری ساخته شده‌است. نویسندهٔ این مجموعه آنا سیمون بوده و به‌وسیلهٔ کلیو بارنارد کارگردانی شده‌است. کلر دینز و تام هیدلستون بازیگران اصلی آن هستند.
مار اسکس اولین بار در ۱۳ مهٔ ۲۰۲۲ در اپل تی‌وی پلاس به نمایش درآمد. این مجموعه نقدهای مثبتی را از طرف منتقدان دریافت کرده‌است.

## داستان
زنی بیوه از لندن برای بررسی گزارش‌های یک مار افسانه‌ای به اسکس نقل مکان می‌کند. او با کشیش محلی این منطقه رابطه‌ای ایجاد می‌کند، اما زمانی که فاجعه رخ می‌دهد، مردم محلی او را به جذب این موجود افسانه‌ای متهم می‌کنند.

## بازیگران
- کلر دینز در نقش کورا سیبورن
- تام هیدلستون در نقش ویل رانسوم
- فرانک دیلین در نقش لوک گرت
- هیلی اسکوایرز در نقش مارتا
- کلمانس پوئزی در نقش استلا رانسوم
- جمال وستمن در نقش دکتر جورج اسپنسر
- دیکسی اگریکس در نقش جو رانسم
- مایکل جیبسون در نقش متیو ایوانزفورد
- رایان رفل در نقش جان رانسوم

## تولید

### توسعه
در اوت ۲۰۲۰ گزارش شد که اپل سفارش مستقیم سریال مار اسکس را به سی-سا فیلمز داده‌است.

### انتخاب بازیگران
هنگامی که در اوت ۲۰۲۰ مار اسکس اعلام شد، کیرا نایتلی قرار بود نقش اصلی کورا را ایفا کند و همچنین تهیه‌کنندهٔ اجرایی آن باشد، اما در اکتبر ۲۰۲۰ تصمیم گرفت به علت «دلایل خانوادگی» پروژه را ترک کند. در فوریهٔ ۲۰۲۱، کلر دینز برای بازی در نقش کورا به جای نایتلی قرارداد امضا کرد. ماه بعد تام هیدلستون به جمع بازیگران پیوست. در آوریل، فرانک دیلین، هیلی اسکوایرز، کلمانس پوئزی و جمال وستمن به گروه بازیگران اصلی اضافه شدند.

### فیلم‌برداری
پیش از این قرار بود فیلم‌برداری در اواخر نوامبر ۲۰۲۰ قبل از خروج نایتلی از مجموعه آغاز شود. فیلم‌برداری مار اسکس در فوریهٔ ۲۰۲۱ در تعدادی از مکان‌های اسکس آغاز شد؛ از جمله الرسفورد، برایتلینگ‌سی، نورث فامبریج و مالدون، و همچنین در سراسر لندن، از جمله میدان گوردون در بلومزبری. فیلم‌برداری فصل اول در هفتهٔ ۲۷ ژوئن ۲۰۲۱ به پایان رسید.

## بازخورد
مار اسکس در وبگاه راتن تومیتوز بر اساس نظر هفت منتقد امتیاز ۱۰۰٪ با نمرهٔ ۸٫۵/۱۰ را کسب کرده‌است. همچنین در متاکریتیک بر اساس نظر ۱۲ منتقد نمرهٔ ۷۰ از ۱۰۰ را کسب کرده که نشان‌گر «بازبینی‌های عموماً مناسب» است.